# 中央労働委員会 (琉球政府)
中央労働委員会（ちゅうおうろうどういいんかい）は、労使間関係の調整をつかさどる、琉球政府労働局の行政委員会である。労働組合法（1953年立法第42号）に基づいて設置された。同法には、各群島ごとに「地方労働委員会」の設置を規定していたが、設置されることはなかった。復帰時に、沖縄県地方労働委員会に移行した。

## 委員の構成
以下の9人によって構成され、行政主席が任命した。
- 労働者委員　3人
- 使用者委員　3人
- 公益委員　3人

## 対象
一般民間企業の労働者のみが対象とされ、公務員や米軍労働者は対象外であった。

## 権限
- 労働組合の資格の立証
- 労働組合の資格の証明
- 労働協約の一般的拘束力を判定する
- 不当労働行為に関して調査し、審問し及び命令を発する
- 労働争議の斡旋、調整及び仲裁を行う